# Helianthus
Helianthus is een geslacht uit de composietenfamilie (Compositae of Asteraceae). De botanische naam is een samenstelling van Oudgrieks ἥλιος, hḗlios = zon en ἄνθος, ánthos = bloem.
Alle soorten komen van nature voor in Noord-Amerika. De zonnebloem (Helianthus annuus) en de aardpeer (Helianthus tuberosus) worden in Europa gekweekt.
Het zijn gewoonlijk 6 tot 390 cm hoge eenjarige planten. De ruwe en harige stengels zijn in het bovenste deel vertakt.
De gesteelde bladeren zijn getand en vaak kleverig. De lagere bladeren zijn tegenoverstaand, eirond of hartvormig. De bovenste bladeren zijn niet tegenoverstaand en smaller.
Ze dragen meerdere eindstandige bloemhoofden met helder gele straalbloemen aan de buitenzijde en donkerder schijfvormige buisbloemen in het centrum.
Deze bloemhoofden volgen overdag de richting van de zon.

## Soorten
Lijst van soorten
| - H. agrestis - H. ambiguus - H. angustifolius - H. anomalus - H. annuus – Zonnebloem - H. argophyllus - H. arizonensis - H. atrorubens - H. bolanderi - H. californicus - H. carnosus - H. ciliaris - H. cinereus - H. couplandii - H. cucumerifolius - H. cusickii - H. debilis - H. decapetalus - H. divaricatus - H. divariserratus - H. doronicoides | - H. eggertii - H. floridanus - H. giganteus - H. glaucophyllus - H. gracilentus - H. grosseserratus - H. heterophyllus - H. hirsutus - H. intermedius - H. kellermanii - H. laciniatus - H. laetiflorus - H. laevigatus - H. longifolius - H. luxurians - H. maximiliani - H. microcephalus - H. mollis - H. multiflorus - H. neglectus - H. niveus | - H. nuttallii - H. occidentalis - H. orgyaloides - H. paradoxus - H. pauciflorus - H. petiolaris - H. porteri - H. praecox - H. praetermissus - H. pumilus - H. radula - H. resinosus - H. rigidus - H. salicifolius - H. schweinitzii - H. silphioides - H. simulans - H. smithii - H. strumosus – Zonnewortel - H. tuberosus – Aardpeer - H. verticillatus |

## Ecologische aspecten
Helianthus-soorten worden als voedselplant gebruikt door larven van een aantal vlindersoorten.

### Soorten die zich uitsluitend voeden metHelianthus-soorten
- Bladmineerders uit het geslacht Bucculatrix :
  - B. fusicola
  - B. ilecebrosa
  - B. longula - op Helianthus annuus
  - B. needhami
  - B. simulans - op Helianthus annuus
- Schinia avemensis - op Helianthus petiolaris

### Soorten die zich ook met andere planten voeden
- Phlogophora meticulosa
- Mamestra brassicae
- Coleophora vernoniaeella
- Korscheltellus lupulina
- Hepialus humuli
- Ecpantheria scribonia
- Antitype chi
- Hypercompe albicornis
- Eupithecia pusillata
- Xestia c-nigrum
- Agrotis segetum
- Chlosyne lacinia